# تتین (ناحیه ییچین)
تتین (به چکی: Tetín) یک منطقهٔ مسکونی در جمهوری چک است که در شهرستان ییچین واقع شده‌است.